# Ainvelle (Vosgi)
Ainvelle è un comune francese di 164 abitanti situato nel dipartimento dei Vosgi nella regione del Grand Est.

## Società

### Evoluzione demografica
Abitanti censiti